# Argyle (Missouri)
Pour les articles homonymes, voir Argyle.
Argyle est un village des comtés de Maries et d'Osage, dans le Missouri, aux États-Unis,. Situé en limite des deux comtés, il est incorporé en 1908. En 2016, sa population est estimée à 162 habitants.

## Démographie
Lors du recensement de 2010, le village comptait une population de 162 habitants. Elle est estimée, en 2016, à 159 habitants.

## Source de la traduction
- (en) Cet article est partiellement ou en totalité issu de l’article de Wikipédia en anglais intitulé « Argyle, Missouri » (voir la liste des auteurs).